# Marienkirche (Gardelegen)

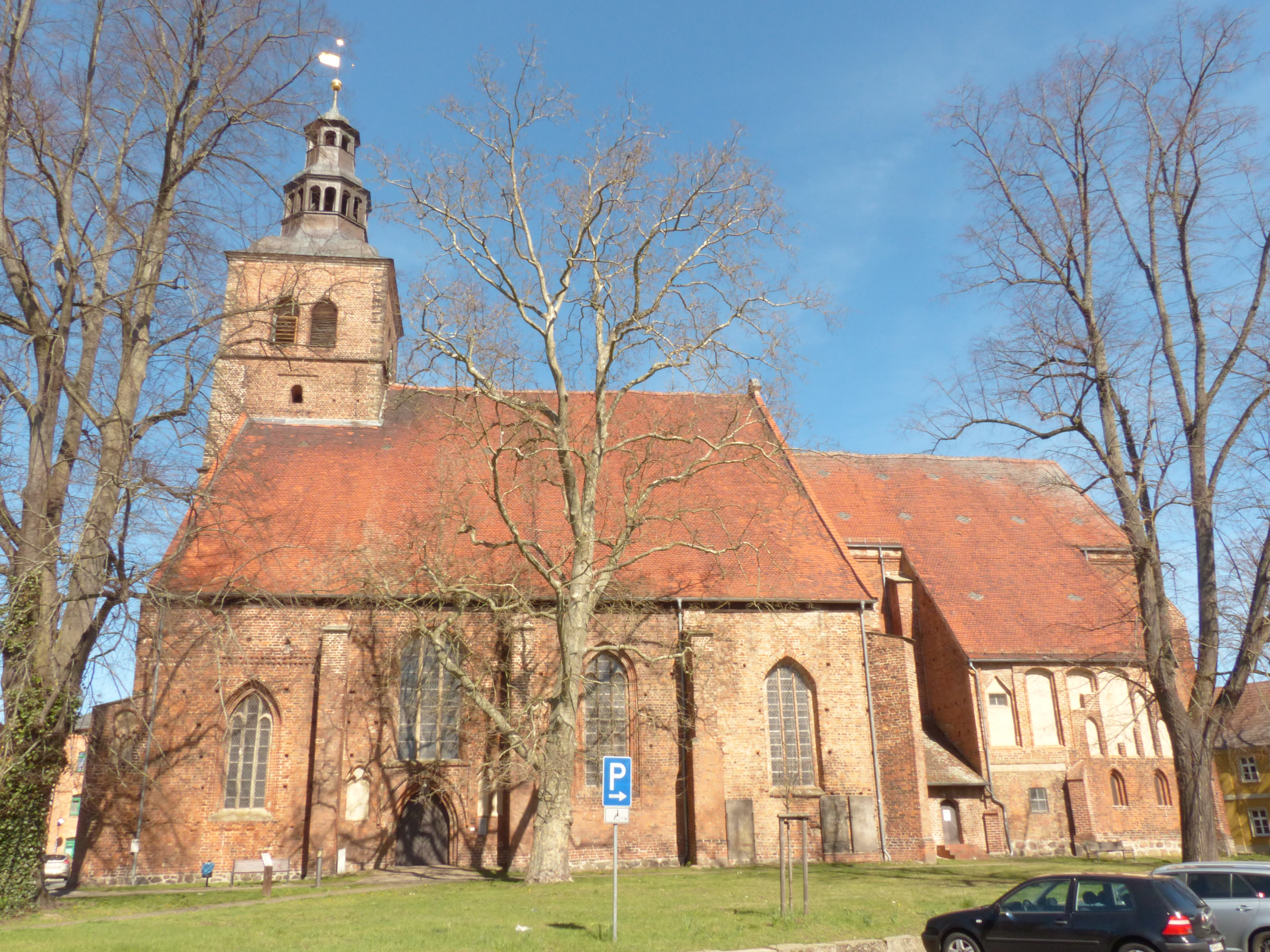
Marienkirche von Süden

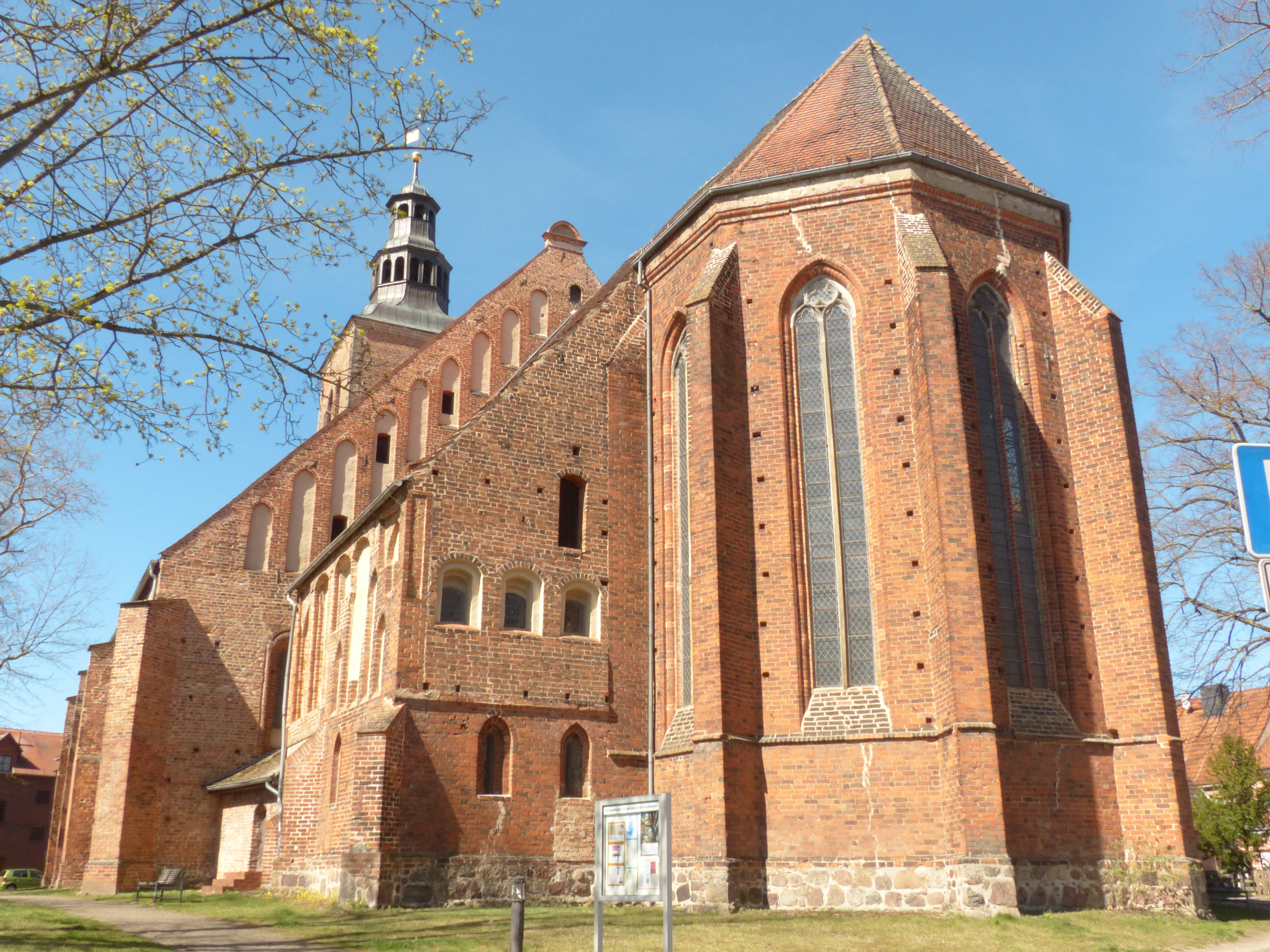
Südostansicht

Die Marienkirche ist die Hauptkirche der Stadt Gardelegen im Norden Sachsen-Anhalts. Sie wird der Backsteingotik zugerechnet und ist Maria geweiht, der Mutter Jesu.

## Geschichte

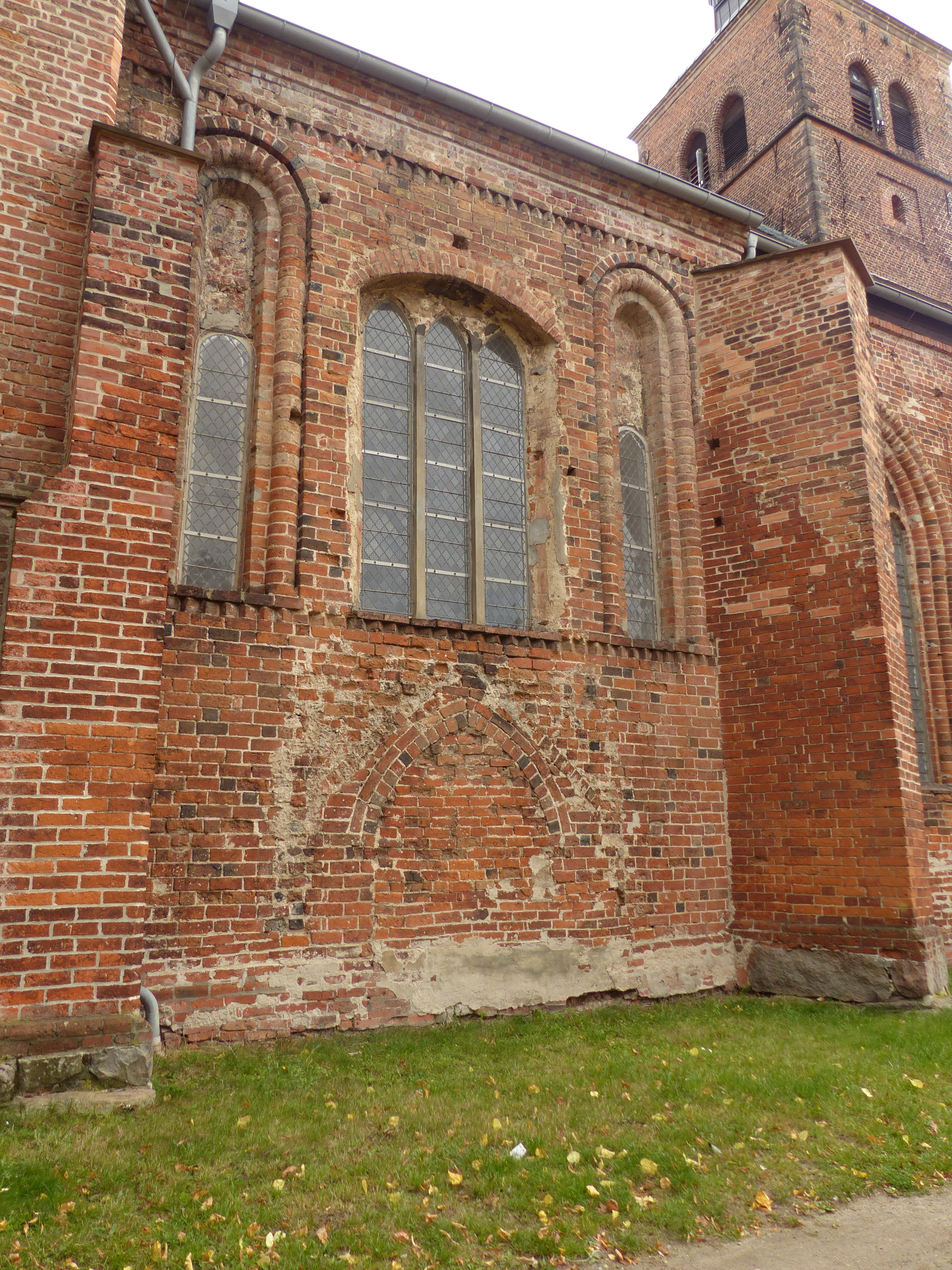
Querhausnordseite: zwei (fast) noch romanische Fenster, vermauertes gotisches Portal

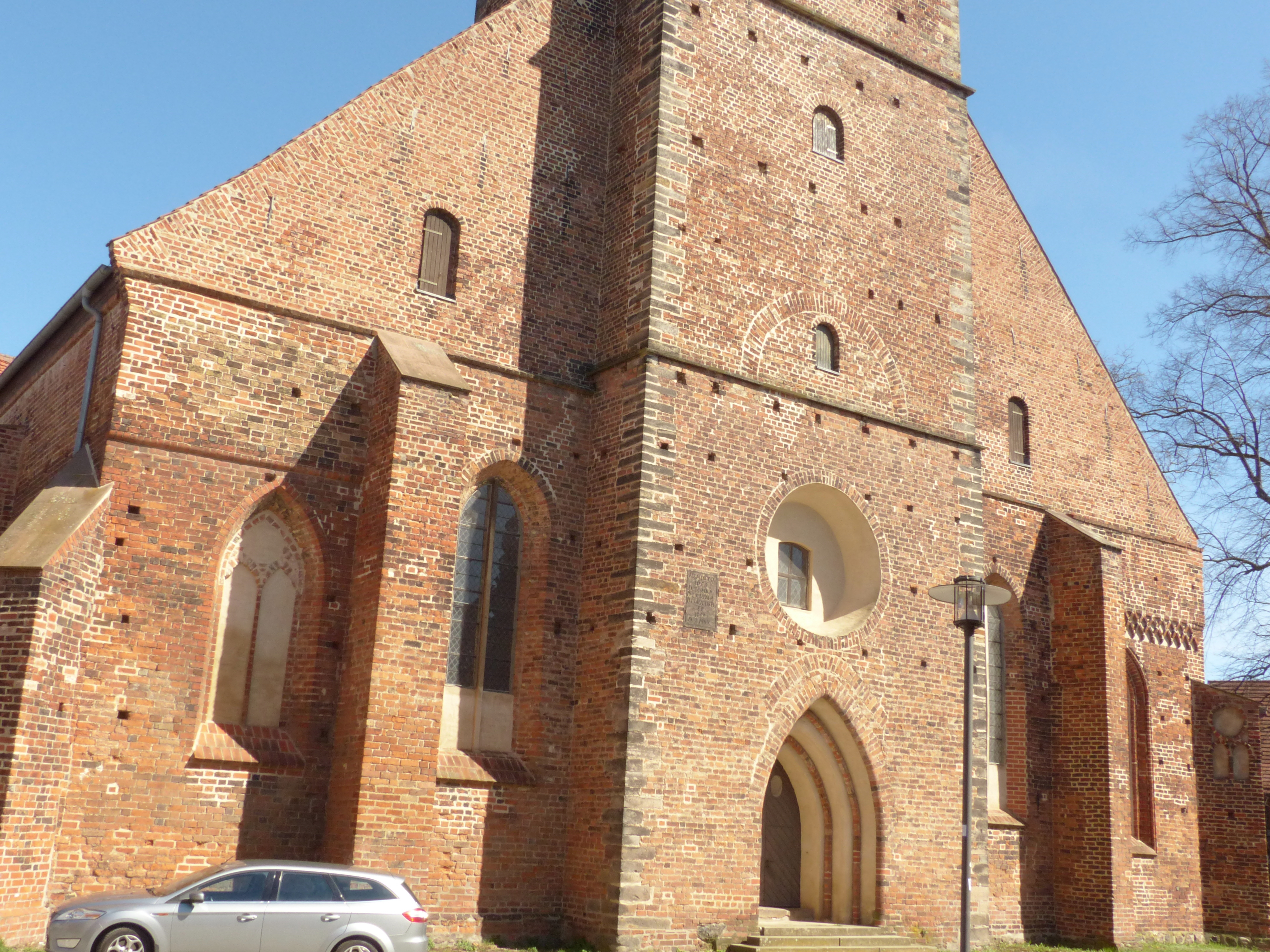
Westfassade, unterer Teil

Um 1200 entstand an der Stelle der heutigen Marienkirche eine kleinere, romanische Kirche, die im Lauf des 13. Jahrhunderts in mehreren Schritten zu einer fünfschiffigen Hallenkirche mit quadratischem Westturm ausgebaut wurde. Der Verlauf ist erst unvollständig erforscht. Von einem romanischen Querhaus sind drei Rundbogenfenster mit außergewöhnlich dicken Rundstäben erhalten, zwei in der Südwand und eines in der nördlichen Ostwand, dazu ein runder Triumphbogen zum Chor hin. Der Bau eines Querhauses wurde abgebrochen. Vermutlich nach einem Stadtbrand 1306 wurde der dreijochige Langchor mit Fünfachtelschluss gebaut. Am Ende des 15. Jahrhunderts wurde das Hauptschiff erhöht und mit Gewölben versehen. Auf der Südseite des Chors entstand eine Sakristei. Reste ihres gotischen Stufengiebels sind trotz späterer Vergrößerung noch zu erkennen.

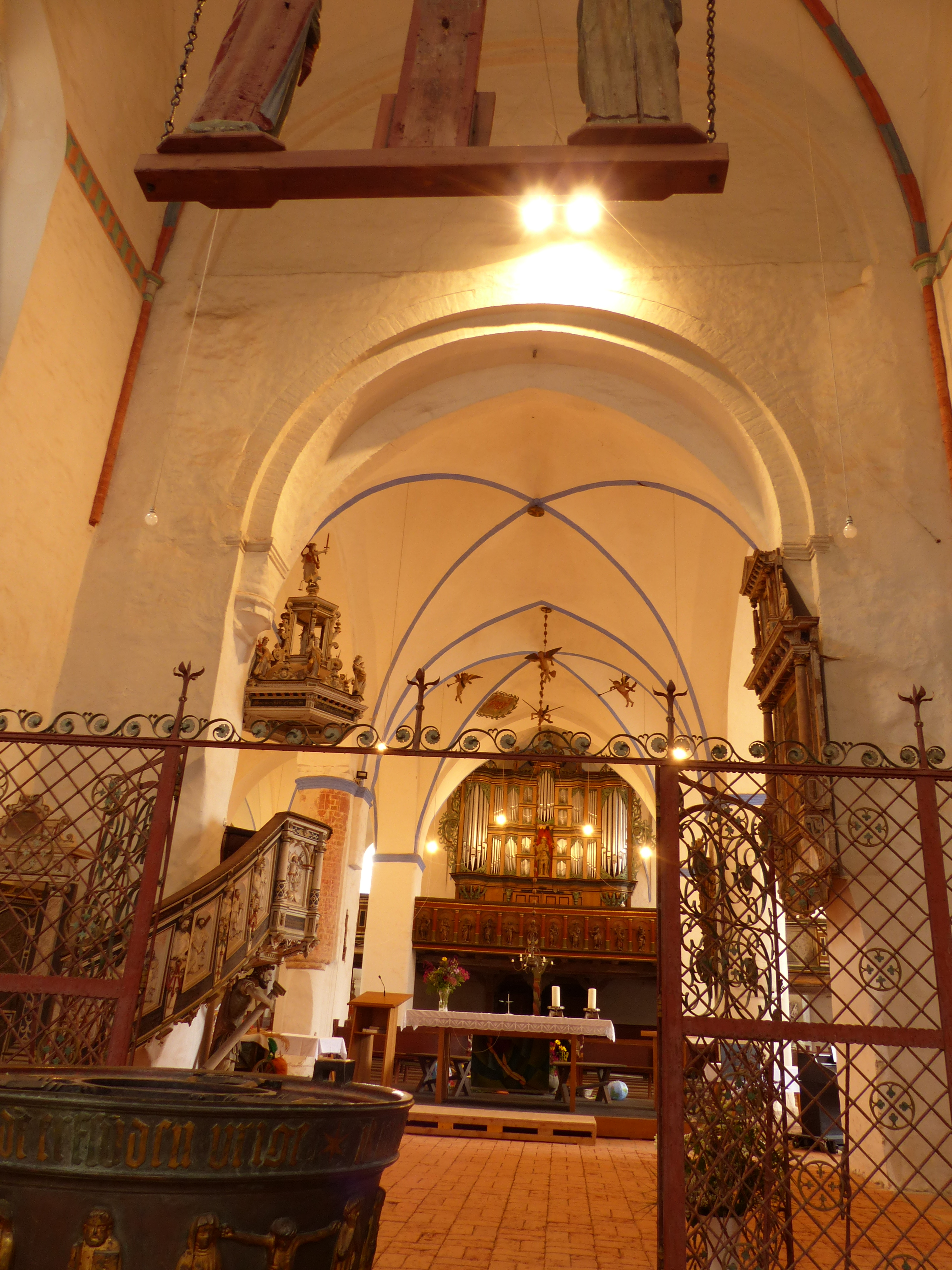
Runder und spitzer Triumphbogen aneinander

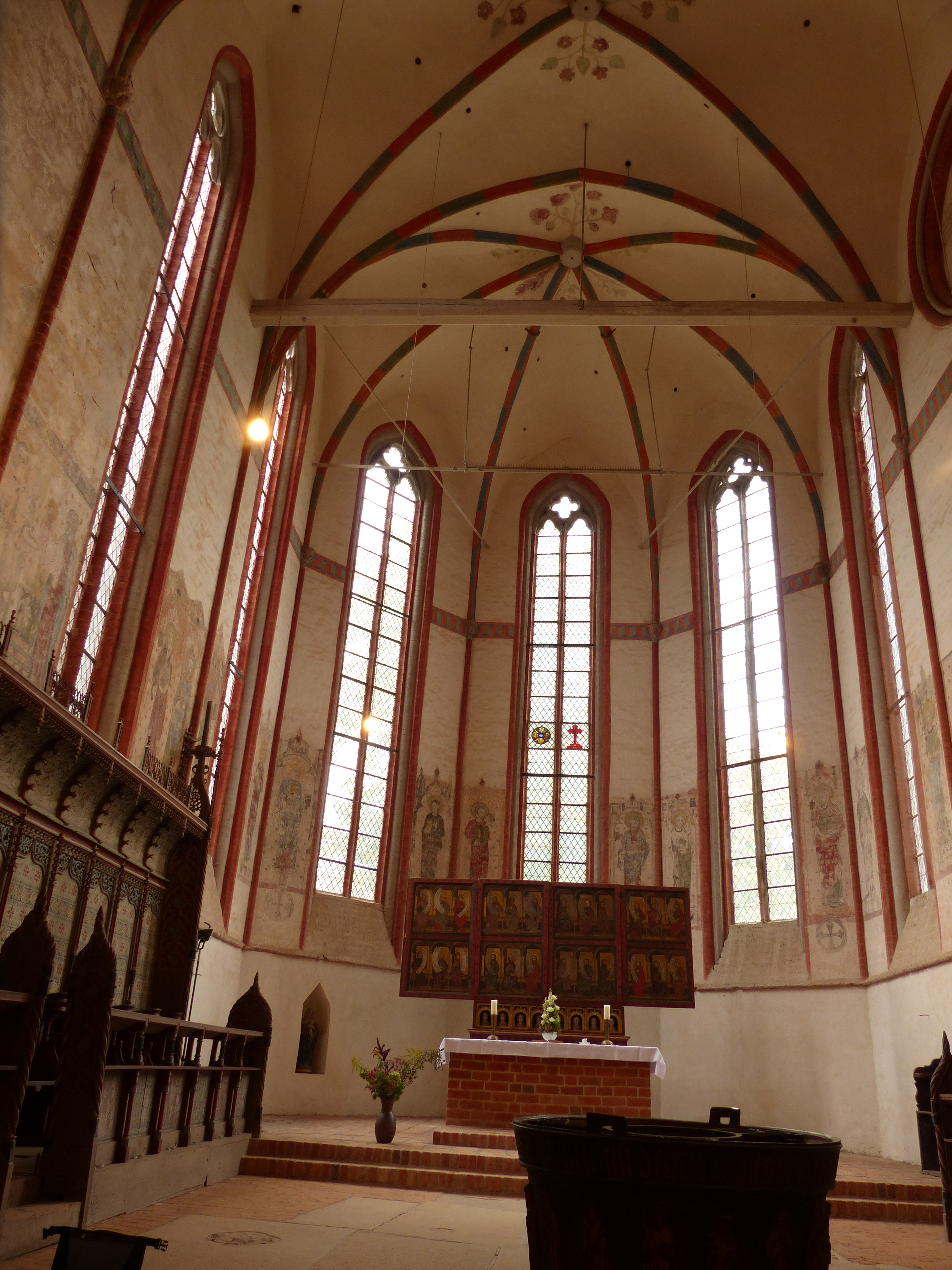
Chor mit Altar

Bartholomaeus Rieseberg, ein Schüler Martin Luthers, wirkte ab 1539 an der Kirche und führte die Reformation in der Altmark ein. Die Marienkirche wurde zur Hauptkirche der Stadt. Auf der Nordseite entstand 1558 ein zweigeschossiger Anbau. Das Erdgeschoss hat ein aufwändiges Sterngewölbe mit vier Jochen.
Die Patronatsloge im oberen Geschoss wird als Mariensaal bezeichnet. Die Fenster des Anbaus und die prachtvolle Brautpforte sind noch gotisch, aber der Giebel ist schon im Renaissance-Stil gehalten. Die Fenster des Treppenturms zitieren die Romanik der nördlichen Querhausfenster.
An Christi Himmelfahrt 1658 stürzte während des Gottesdienstes ein großer Teil des Turmes ein und beschädigte dabei das Dach und das Kircheninnere; 22 Menschen starben. Der Rest des Turms folgte sieben Wochen später. Anschließend mussten Pfeiler und Gewölbe des Langhauses erneuert werden; bis 1691 wurde der Turm wiederaufgebaut und um ein weiteres Geschoss sowie eine barocke Haube mit doppelter Laterne ergänzt.
1945 nahm die Kirche zahlreiche Ausstattungsgegenstände der kriegszerstörten Gardelegener Nikolaikirche auf. 1973 wurde in der Südapsis ein aus verschiedenen Teilen gefertigter Vesperaltar aufgestellt. 1983 wurde das Kircheninnere renoviert, ab 1991 wurden Dach und Mauerwerk renoviert und die Glocken erneuert. Bis zum Frühjahr 2023 finden erneut Baumaßnahmen statt. Sie umfassen Renovierungen im Decken- sowie Sockelbereich des Schiffs, Farberneuerungen sowie Elektroinstallationen.

## Architektur, Ausstattung und Nutzung der Kirche

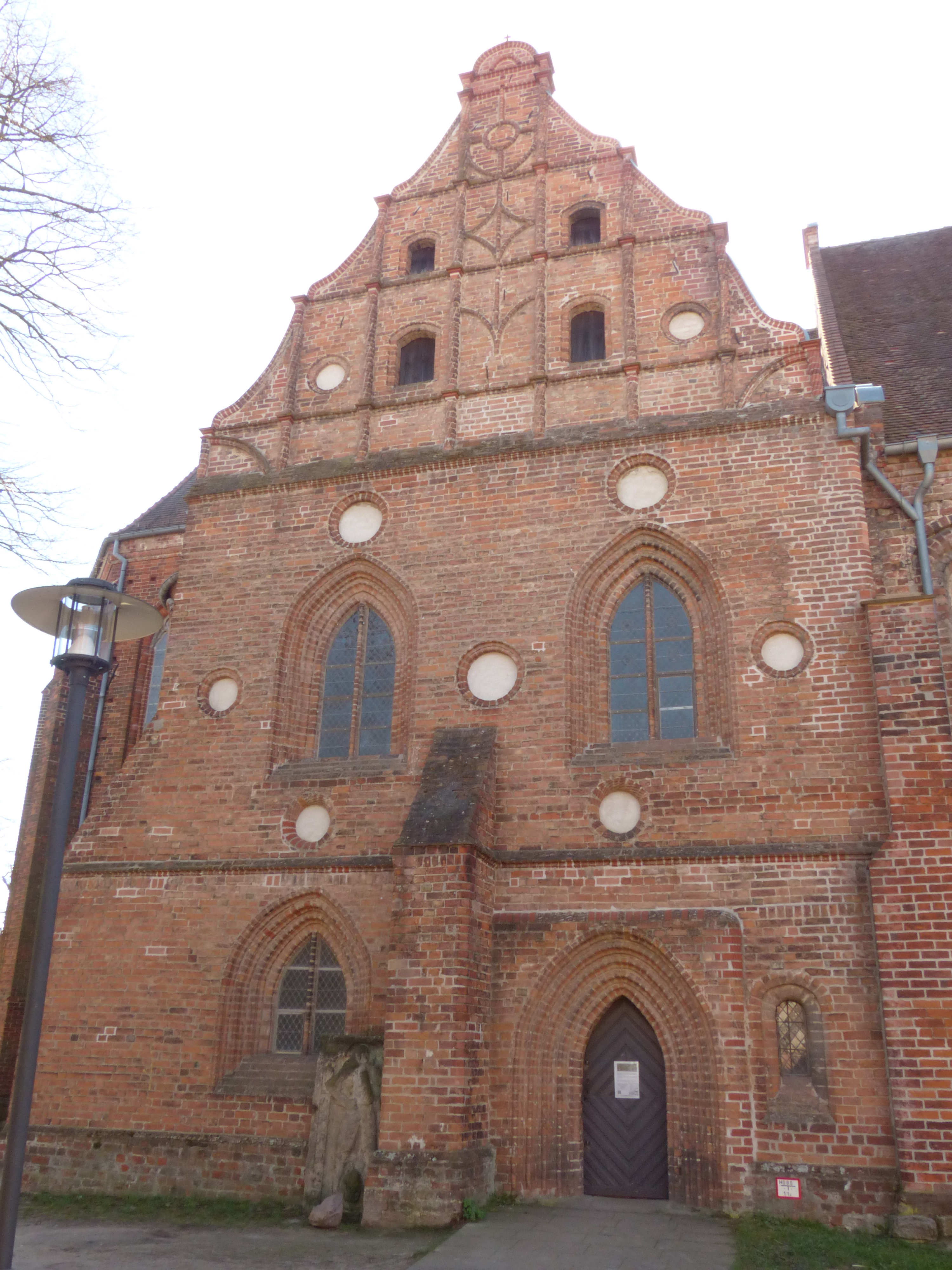
Nordanbau mit Renaissancegiebel

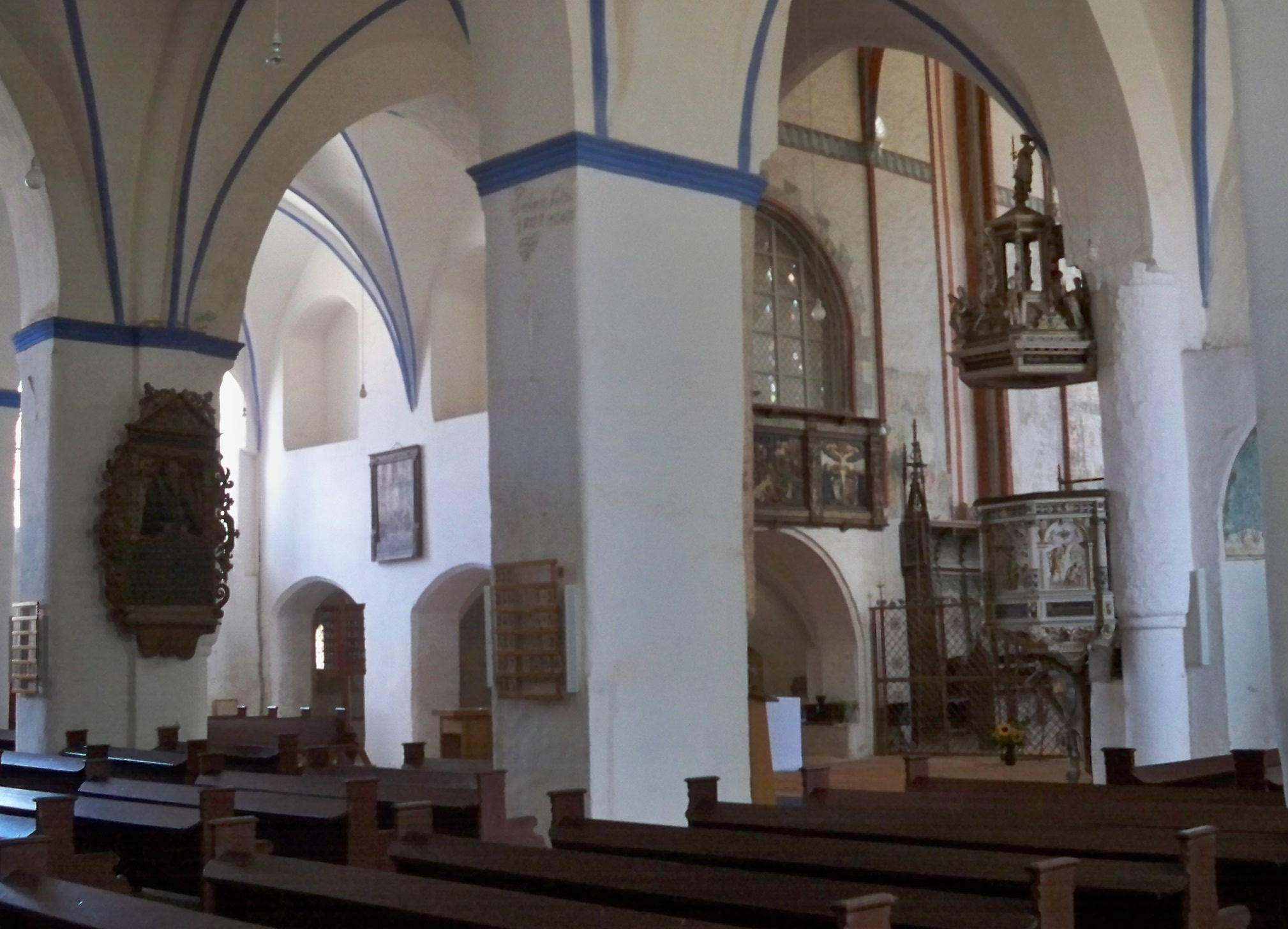
Rechts die Kanzel, hinten die heute teilweise vermauerte Patronatsloge

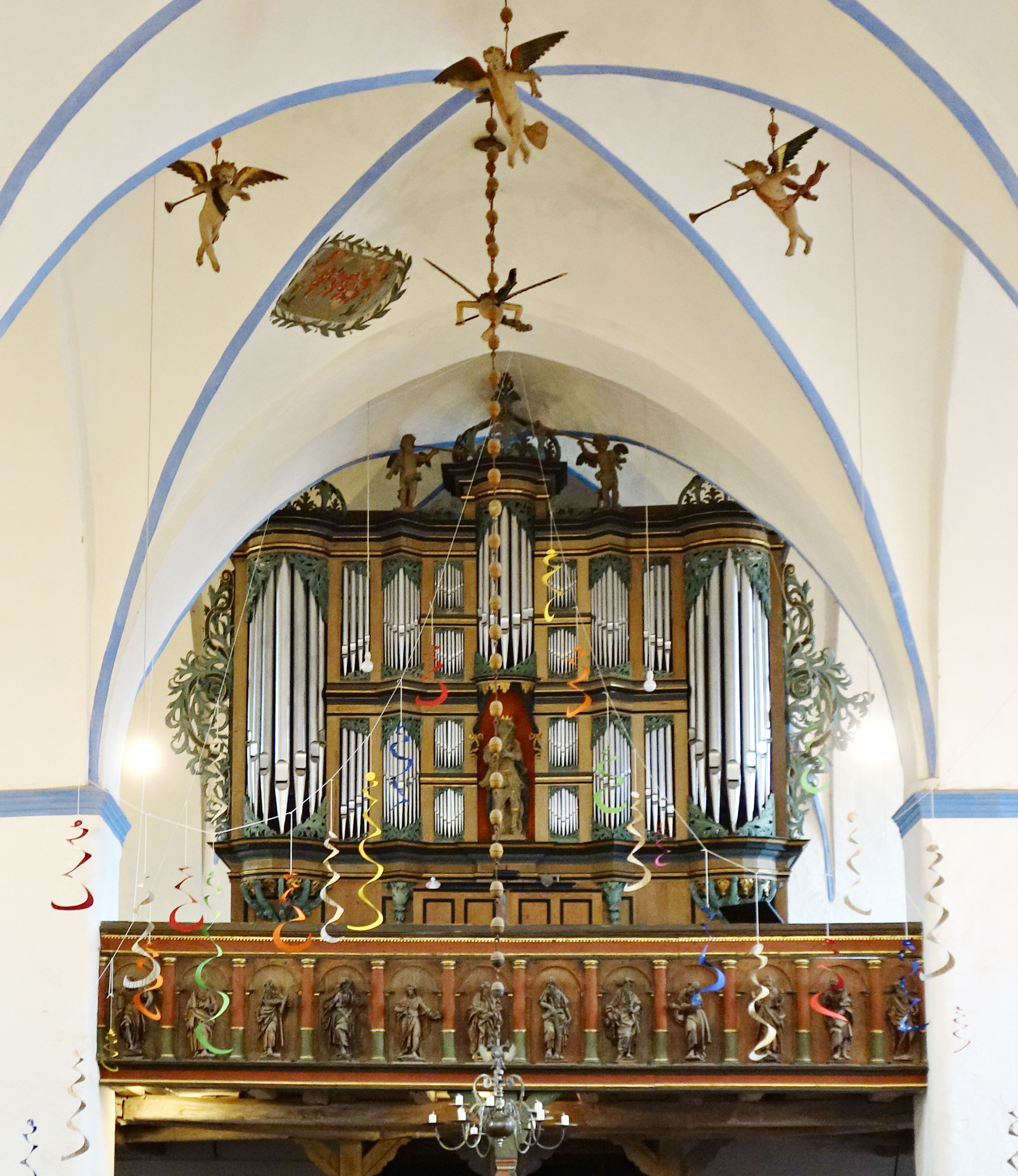
Orgel

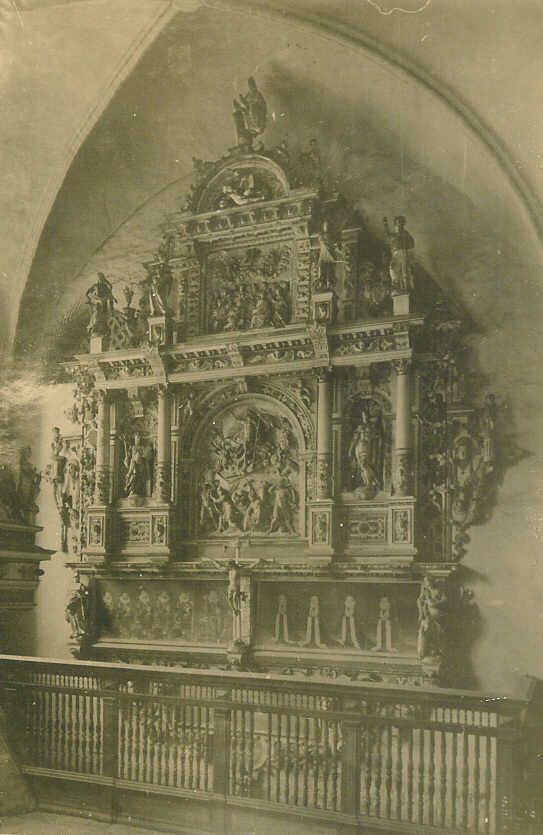
Epitaph für Valentin von Alvensleben

Romanische Reste sind im Bereich der Vierung zu finden. Die Fundamente des rund 45 Meter hohen Turmes sind ebenfalls spätromanisch. Die Backsteinkirche ist innen weiß gekalkt; die Gewölberippen und Schlusssteine im Langhaus sind blau, im Chor terrakottafarben, blau und grün.
Der Chor ist durch ein spätgotisches, schmiedeeisernes Gitter abgetrennt. Im Chor befinden sich Wandmalereien aus der zweiten Hälfte des 14. Jahrhunderts. Der vierflügelige, vollständig vergoldete Altar stammt etwa aus dem Jahr 1430 und gehört damit zu den ältesten Schnitzaltären in Norddeutschland. In seinem Zentrum steht eine Darstellung der Marienkrönung. Vier kleinere Altarretabel aus dem späten 15. Jahrhundert sowie eine Doppelfigur der Anna selbdritt gehören ebenfalls zur Ausstattung. An der Westwand des Nordschiffes steht ein Altar vom Ende des 15. Jahrhunderts, der Andreas geweiht ist. Der 1607 entstandene Taufstein besitzt einen Baldachin aus dem Jahr 1593. Die kunstvolle Kanzel wurde 1605 eingeweiht. Aus dem Jahr 1699 stammt ein bemaltes Gebetsstübchen aus Holz, das ähnlich einem Beichtstuhl mit Fenstern versehen ist.
Aus der Nikolaikirche stammen zahlreiche Kunstschätze, darunter eine um 1450 entstandene Triumphkreuzgruppe, ein Marienaltar, der als westlicher Abschluss des südlichen Kirchenschiffs dient, eine bronzene Tauffünte von 1466 und ein Epitaph der Familie von Alvensleben zu Isenschnibbe, 1597 geschaffen von Jürgen Röttger. Auch die Sitzfigur des Nikolaus an der Chorsüdwand stammt aus dieser Kirche, ebenso eine spätgotische Pietà mit Schrein.

## Orgel
Die Orgel ist ein Werk von Christoph Treutmann aus dem Jahr 1723 mit heute 25 Registern auf zwei Manualen und Pedal, das nach einem Umbau 1892 schließlich im Jahr 2013 durch Jörg Dutschke restauriert wurde. Die Disposition der Orgel lautet:
| I Hauptwerk CD–c3 |       |
| Gedackt Pommer    | 16′   |
| Principal         | 8′    |
| Rohrflöte         | 8′    |
| Oktave            | 4′    |
| Spitzflöte        | 4′    |
| Quinte            | 2 ⁄3′ |
| Oktave            | 2′    |
| Sesquialtera II   |       |
| Mixtur IV–V       |       |
| Trompete          | 8′    |

| II Oberwerk CD–c3 |    |
| Gedackt           | 8′ |
| Gambe             | 8′ |
| Principal         | 4′ |
| Gedacktflöte      | 2′ |
| Sedezima          | 1′ |
| Scharf IV         |    |
| Vox Humana        | 8′ |

| Pedal C–d1      |     |
| Subbaß          | 16′ |
| Oktave          | 8′  |
| Gedackt Pommer  | 8′  |
| Oktave          | 4′  |
| Nachthorn       | 2′  |
| Rauschpfeife II |     |
| Posaune         | 16′ |
| Trompete        | 8′  |

Nebenregister
- Zimbelstern
- Koppeln: Hauptwerk – Oberwerk, Pedal – Hauptwerk, Pedal – Oberwerk.
- Tremulant.

## Heutige Nutzung
Die Kirche wird für Gottesdienste, Kasualien und Konzerte genutzt. Weiterhin finden musikalische Messen, wie die Hubertusmesse, statt.

## Umgebung
Die Kirche liegt im Süden der Gardelegener Altstadt am Marienkirchplatz. Um die Kirche herum stehen große Laubbäume, vor allem Linden.

## Denkmalschutz
Die Kirche steht unter Denkmalschutz und wird im Denkmalverzeichnis des Landes Sachsen-Anhalt unter der Nummer 094 85793 geführt.